# Nádaskóród
Nádaskóród (románul Corușu) falu Romániában Kolozs megyében.

## Nevének említése
1334-ben Coroug, 1839-ben Koród, Korus, 1850-ben, 1857-ben Kórod, 1863-ban, 1880-ban, 1900-ban Kóród, 1873-ban és 1890-ben Korod, majd 1920-ban Coruș néven említik.

## Lakossága
1850-ben 442 főből 93 fő magyar lakta (5 fő cigány). 1992-ben a 641 fős faluban csupán 10 magyar élt. 
1850-ben a 344 fős román lakosság görögkatolikus, 11 fő római katolikus és 87 fő református. 1992-ben 542 lélek ortodox, 15 fő görögkatolikus, 6 fő református és 75 fő pünkösdista.

## Története

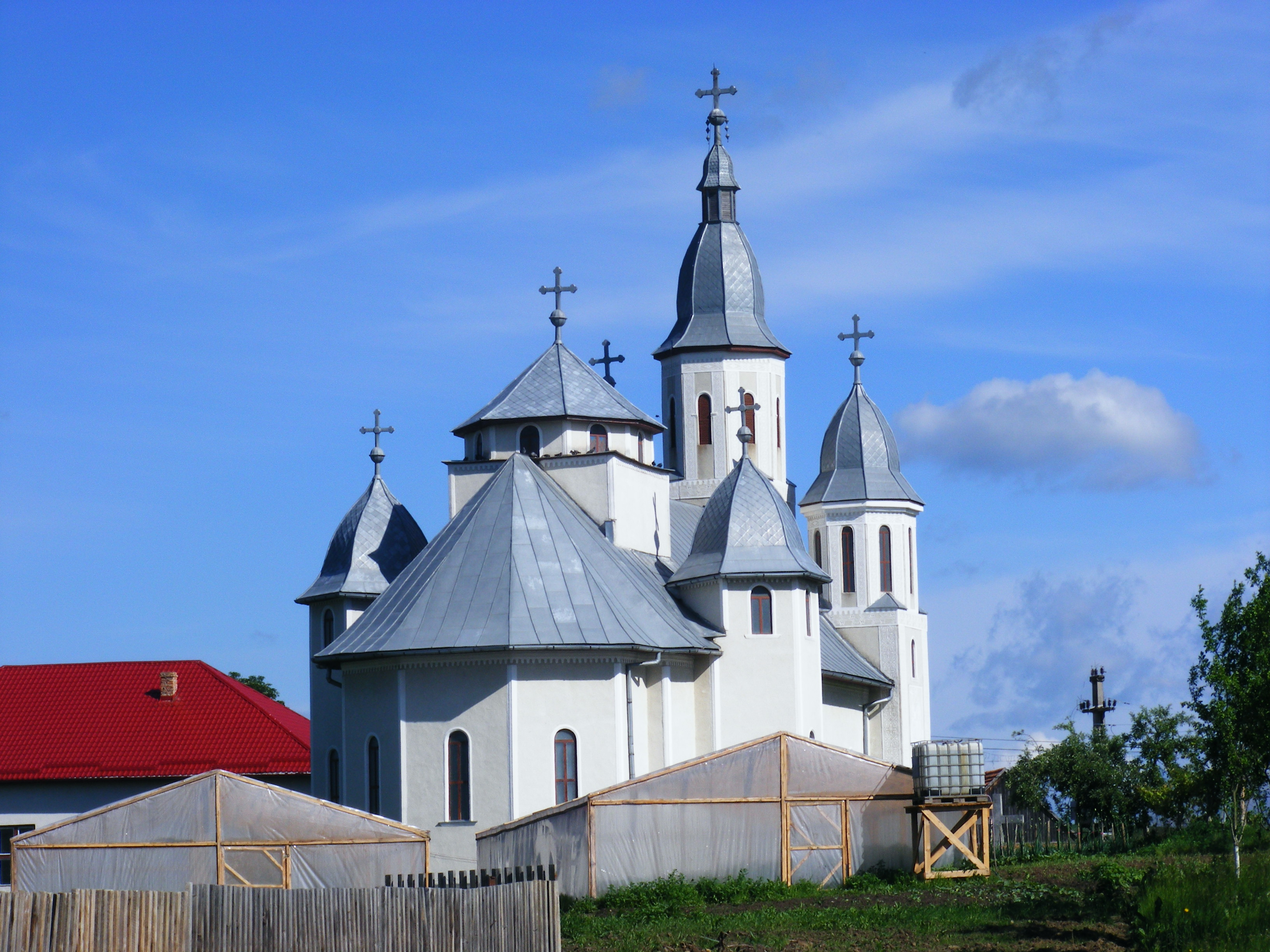
Ortodox templom.

A középkorban magyar lakosságú falu volt. 1660-ban a tatárok teljesen elpusztították, ezt követően román jobbágyok telepedtek le benne.
A falu a trianoni békeszerződésig Kolozs vármegye Nádasmenti járásához tartozott.
Református gyülekezete a kajántói református egyházközség filiája volt.

## Látnivalók
- Református parókia

## Híres emberek
Itt született 1731-ben Kornis Ferenc római katolikus püspök († Nagyvárad, 1790. február 12.)